# You Can't Do That on Stage Anymore, Vol. 2
Albums de Frank Zappa & The Mothers of Invention
You Can't Do That on Stage Anymore, Vol. 1
(1988) Broadway the Hard Way
(1988)
You Can't Do That on Stage Anymore, Vol. 2 est un album de Frank Zappa enregistré en public à Helsinki en septembre 1974.

## Historique
Le volume 2 de la série You Can't Do That On Stage Anymore de six doubles albums, présente une particularité : contrairement aux cinq autres, qui permettent d'entendre des enregistrements live de Frank Zappa et de ses différents groupes toutes époques confondues, sur une période de trois décennies, et parfois dans la même chanson, cet album n'est l'enregistrement que d'un seul concert, à Helsinki le 23 septembre 1974 (un soir, selon les notes incluses dans l'album, deux soirs, (avec le 22 septembre) selon d'autres sources).
La composition des Mothers of Invention à cette période (George Duke aux claviers, Napoleon Murphy Brock au saxophone et au chant, Chester Thompson à la batterie, Tom Fowler à la basse, Ruth Underwood aux percussions, qui jouent aussi sur Roxy & Elsewhere et One Size Fits All) et la qualité des interprétations de la musique de Frank Zappa qu'ils délivrent (par moments à une vitesse d'exécution affolante), justifient ce choix.
Le solo de guitare que l'on peut entendre sur le titre Inca Roads a été « inséré » (quoique réduit, « découpé ») dans la version studio qui ouvre l'album One Size Fits All
C'est également le seul album de la série qui ait été aussi vendu en coffret triple vinyle.

## Titres

### Premier disque
1. Tush Tush Tush (A Token of My Extreme) – 2 min 48 s
2. Stinkfoot – 4 min 18 s
3. Inca Roads – 10 min 54 s
4. RDNZL – 8 min 43 s
5. Village of the Sun – 4 min 33 s
6. Echidna's Arf (Of You) – 3 min 30 s
7. Don't You Ever Wash That Thing? – 4 min 56 s
8. Pygmy Twylyte – 8 min 22 s
9. Room Service – 6 min 22 s
10. The Idiot Bastard Son – 2 min 39 s
11. Cheepnis – 4 min 29 s

### Second disque
1. Approximate – 8 min 11 s
2. Dupree's Paradise – 23 min 59 s
3. Satumaa (Finnish Tango) (Mononen) – 3 min 51 s
4. T'Mershi Duween – 1 min 31 s
5. The Dog Breath Variations – 1 min 38 s
6. Uncle Meat – 2 min 28 s
7. Building a Girl – 1 min 00 s
8. Montana (Whipping Floss) – 10 min 15 s
9. Big Swifty – 2 min 17 s

## Musiciens
- Frank Zappa - guitare, voix
- Napoleon Murphy Brock – saxophone, flûte, voix
- George Duke – claviers, voix
- Ruth Underwood – percussions
- Tom Fowler – basse
- Chester Thompson – batterie

## Production
- Production : Frank Zappa
- Ingénierie : Enregistré au Kulttuuritalo, Helsinki, Finlande, par Jukka Teittinen
- Direction musicale : Frank Zappa